# Els Merinals
Els Merinals és un dels 32 barris de Sabadell, situat a l'oest, al Districte 5. La part del barri composta de petites cases de planta baixa comença a formar-se a partir de 1945-1946. En canvi, els primers habitatges del polígon Arraona, construït dins dels Plans d'habitatge per pal·liar les mancances de l'època, van ser lliurats l'any 1957. Es van construir un total de 1.467 habitatges. L'enllumenat públic al barri es va instal·lar l'any 1962. Les obres d'asfaltat dels carrers van començar l'any 1972.